# I Classici musicali italiani
I Classici musicali italiani („Klassiker der italienischen Musik“) von der Fondazione Eugenio Bravi ist eine Reihe mit musikalischen Denkmälern aus Italien. Sie war ursprünglich auf 60 Bände geplant, wurde jedoch nach dem Tod  des leitenden Herausgebers, Giacomo Benvenuti, abgebrochen. Veröffentlicht wurden insgesamt 15 Bände, Mailand: Classici Musicali Italiani, seit 1941 (auch in Leipzig: Friedrich Hofmeister).

## Inhaltsübersicht
1. Orgelwerke v. Marco Antonio Cavazzoni (Ricercari, mottetti, canzoni), Jacobo Fogliano, Julio Segni und Anonymi (Ricercari e Ricercate)
2. Benedetto Marcello, 6 Cantate per contralto e per soprano
3. Felice Giardini, 6 Sonate per cembalo con violino o flauto traverso op. 3
4. Luigi Boccherini, Sonate per cembalo con violino op. 5
5. Andrea Gabrieli, Musiche di chiesa (5 Werke zu 5–16 Stimmen aus den Concerti v. 1587)
6. Felice Giardini, 2 Streichquartette aus den 6 Quartetten op. 23
7. Niccolò Piccinni, Oper La buona figliuola
8. Benedetto Marcello, Oratorium Joaz
9. Claudio Monteverdi, L’Orfeo
10. Sigismondo d’India, Madrigali a cinque voci
11. Padre G. Martini, 3 Cembalokonzerte (Orchester im Klavierauszug)
12. Giovanni Battista Grazioli, 12 Cembalo-Sonaten op. 1 und 2
13. Alessandro Scarlatti, Il primo e secondo libro di toccate
14. Pietro Antonio Locatelli, die ersten 6 der XII Sonate a violino solo e basso da camera op. 6
15. Carlo Graziani, Six sonates a violoncelle et basso op. 3